# مقبره بی‌بی

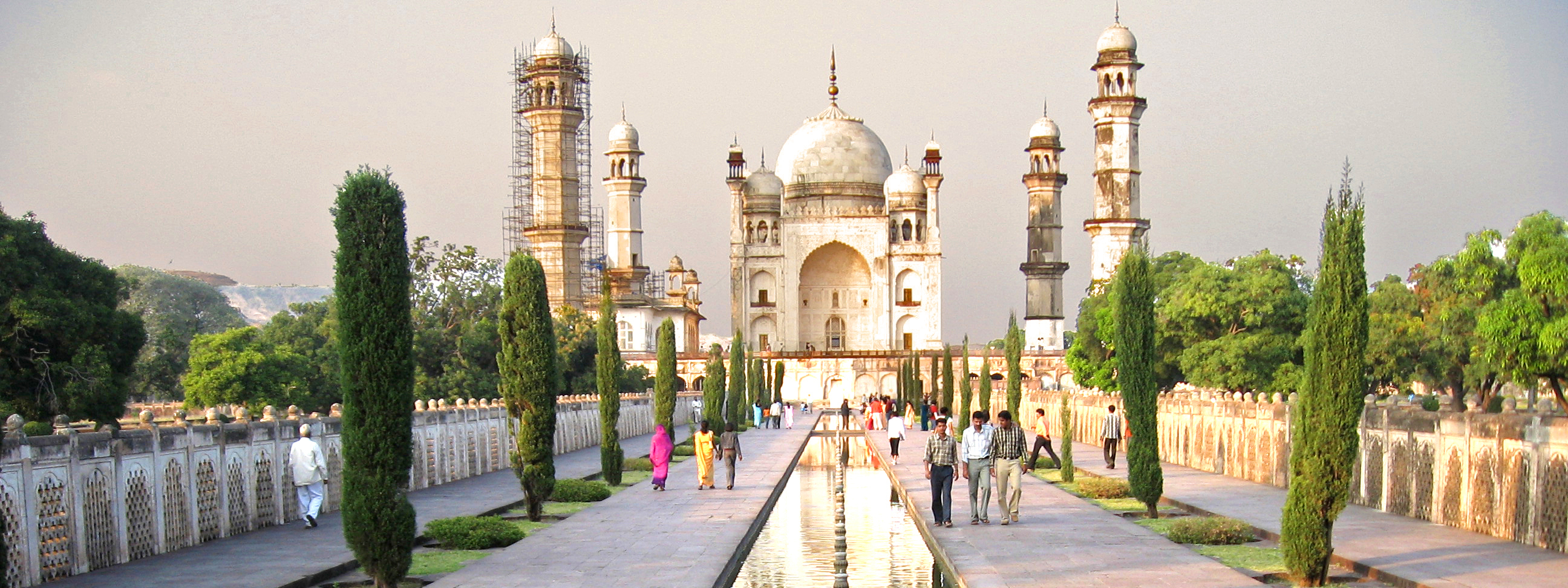
مقبره بی‌بی در اورنگ‌آباد هند.

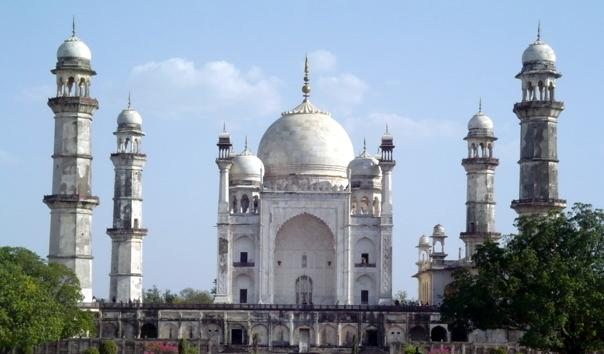
نمایی نزدیک از بنای مقبره بی‌بی.

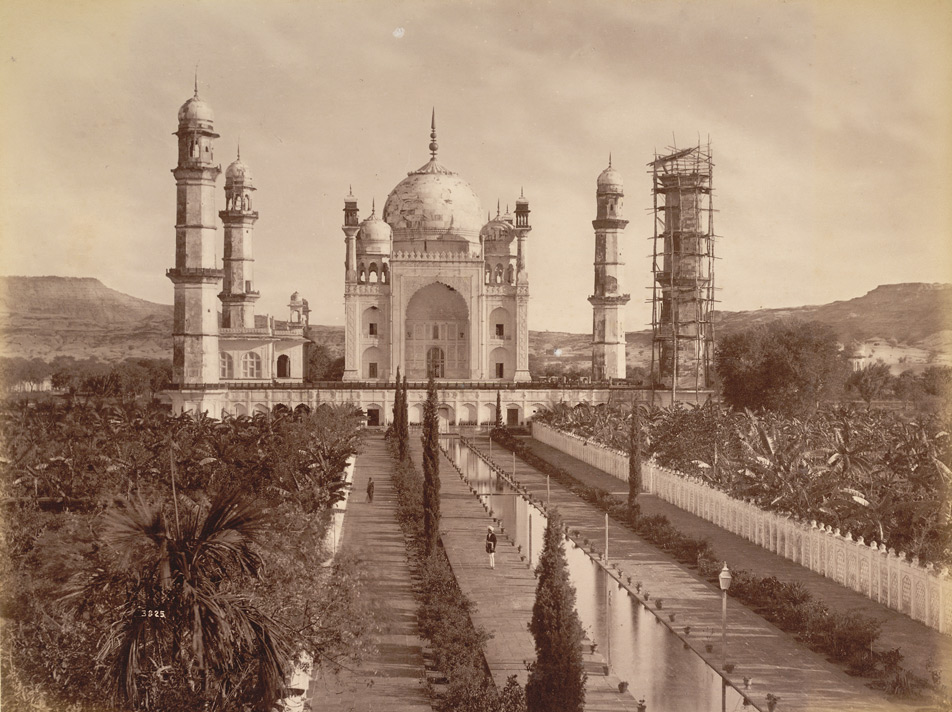
دور نمایی از مقبره بی‌بی در دهه ۱۸۸۰

مقبره بی‌بی (به انگلیسی: Bibi Ka Maqbara؛ به اردو: بیبی کا مقبرا) آرامگاه دلرس بانو بیگم همسر اورنگ زیب ششمین پادشاه گورکانی هند است که در شهر اورنگ‌آباد در ایالت ماهاراشترا کشور هند واقع شده‌است. این بنا در سال ۱۶۷۹ میلادی شبیه به تاج محل در آگرا و به تقلید از آن با مرمر سفید ساخته شده‌است. در سال ۱۶۶۰ میلادی اورنگ زیب به یاد همسر اولش دلرس بانو بیگم سفارش ساخت چنین بنایی را مطرح نمود که به عنوان نمادی از وفاداری زناشویی این امپراتور نیز قلمداد می‌گردد. اورنگ زیب چندان به معماری علاقه‌ای نداشت. هر چند، مسجد مروارید که در دهلی قرار دارد، مسجدی کوچک اما زیبا است که به سفارش او ساخته شد.
این آرامگاه را شاهزاده اعظم شاه پسر اورنگ‌زیب و حاکم اورنگ‌آباد در اواخر سده هفدهم به تقلید از تاج محل برای مادرش ساخت. اما از آنجایی که او به اندازه شاه جهان، سازنده تاج محل آگرا، ثروتمند نبود مجبور شد این آرامگاه را خیلی کوچک‌تر و محقرانه بسازد و نمونه‌ای کوچک از تاج محل اصلی است. از این رو به این بنا به نام «تاج محل فقیر» نیز شهرت دارد. با این وجود این بنا از بهترین آثار هنری دوره گورکانی در اورنگ‌آباد به‌شمار می‌رود. این بنا به دلیل مقایسه قابل‌توجه نسبت به تاج‌محل، عمده جذابیت خود را از دست داده‌است و به دلیل شباهتش به دکن، گاهی با نام تاج دکانی هم شناخته می‌شود و بنای عمده و اصلی اورنگ‌آباد محسوب می‌شود.

## نگارخانه

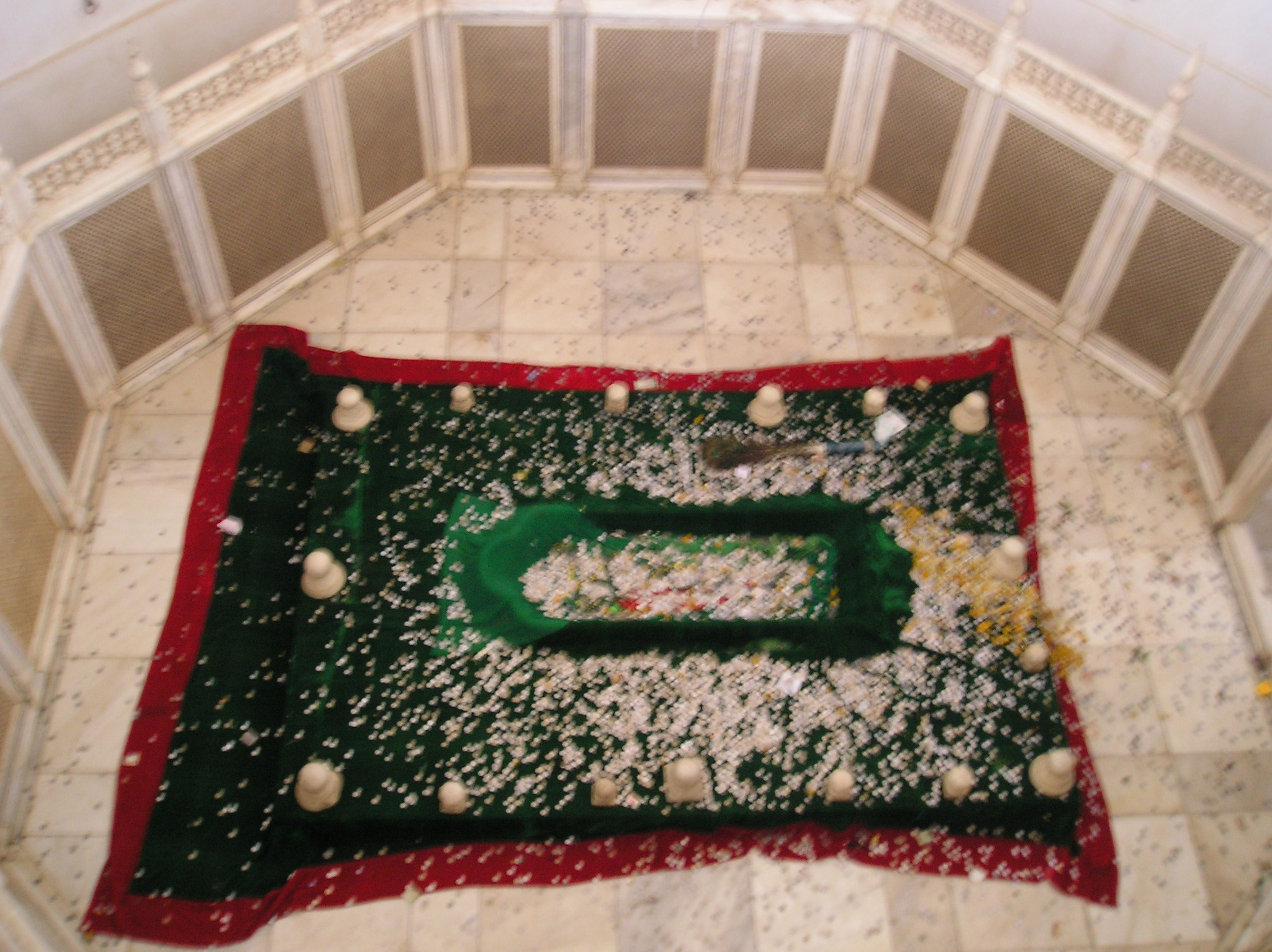
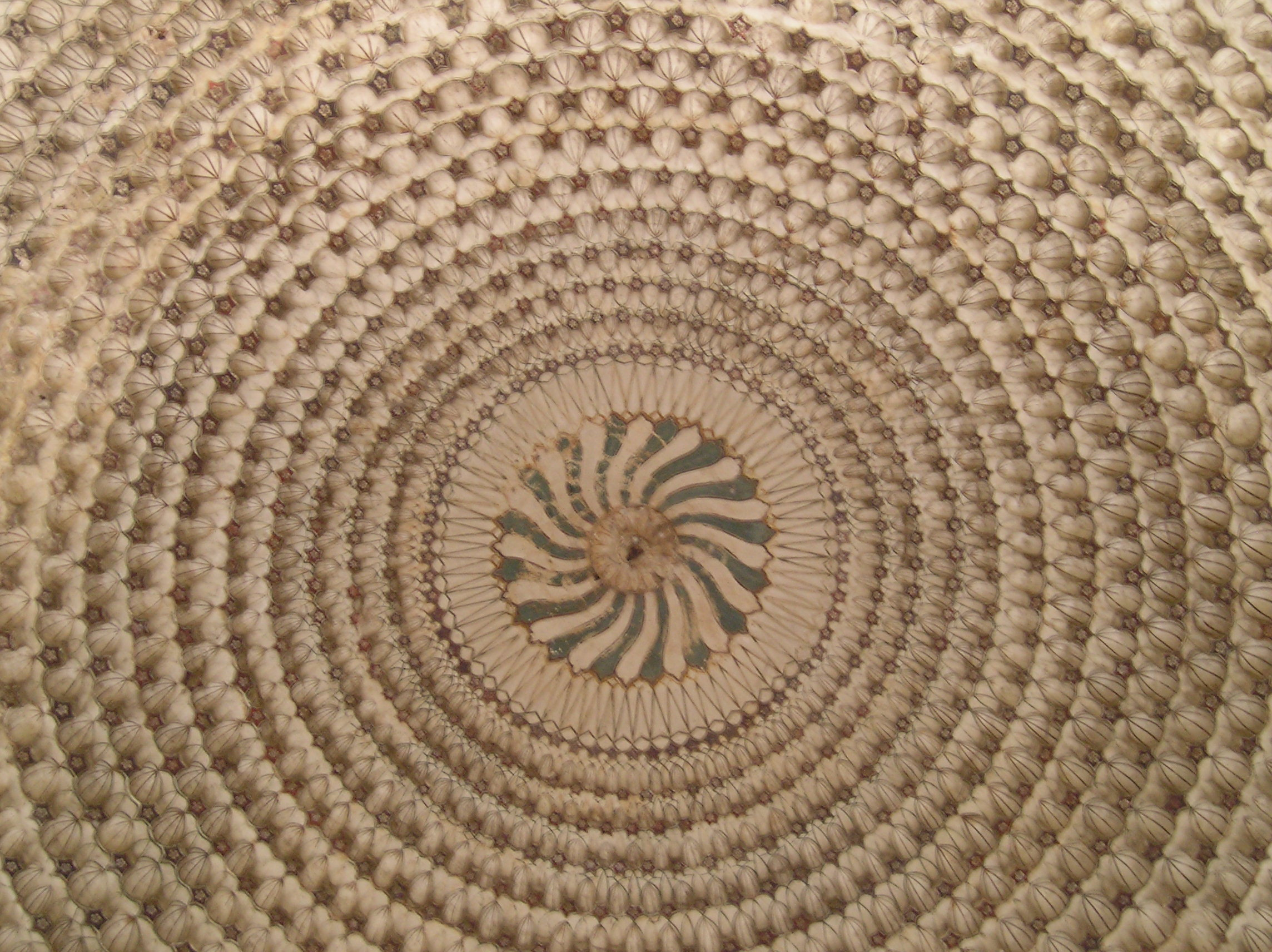
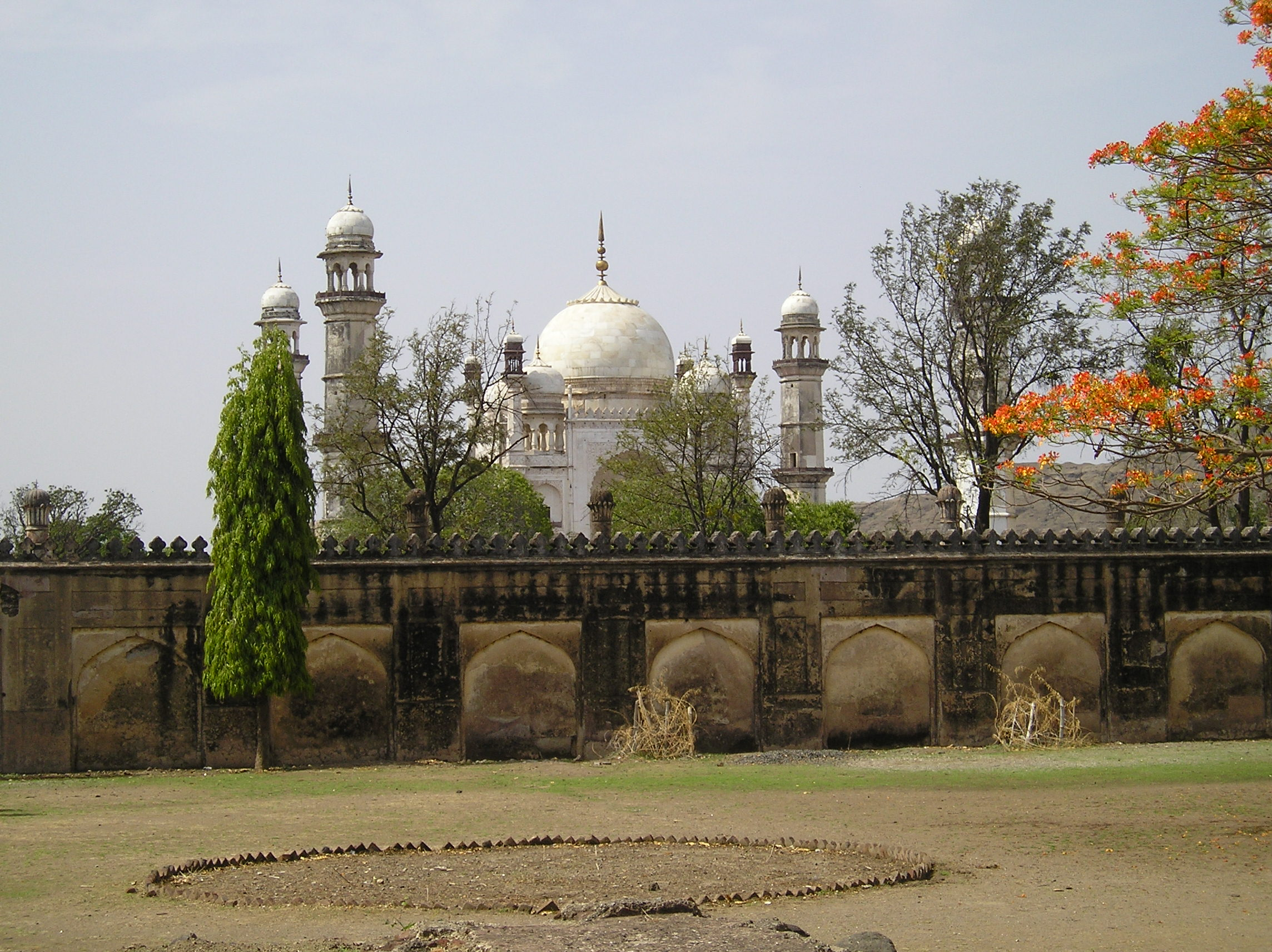